# Auguste-Charles-Joseph Flahaut de La Billarderie

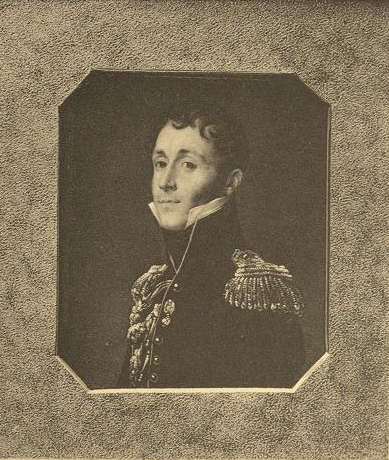
Portret van graaf Auguste-Charles de Flahaut.

Auguste-Charles-Joseph, graaf Flahaut de La Billarderie (Parijs, 21 april 1785 – Parijs, 2 september 1870), was een Franse generaal, diplomaat, politicus en adjudant van de Franse keizer Napoleon Bonaparte tijdens de napoleontische periode.

## Biografie

### Kwestie ouders Flahaut – jeugd – aanvang militaire carrière

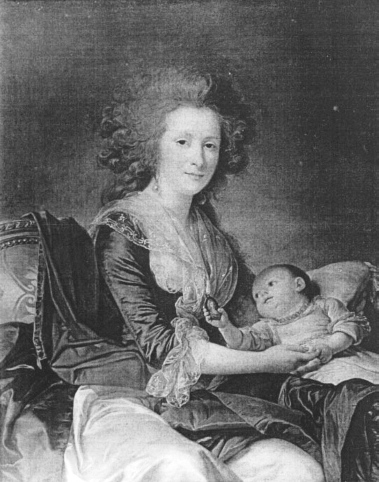
Portret van markiezin de Souza.

Auguste-Charles Flahaut zag het daglicht op 21 april 1785, op een appartement van het Louvre. Zijn geboorte zorgt voor discussies onder historici. Officieel gezien was hij de zoon van Charles Flahaut de La Billarderie en markiezin Adélaïde (Filleul) de Souza-Bothelo, de laatste een gerenommeerd romanschrijfster. Twee andere mannen hadden echter een relatie met de markiezin: namelijk enerzijds de later bekende Franse diplomaat en minister van Buitenlandse Zaken Charles-Maurice de Talleyrand, anderzijds de Britse politicus William Windham. Flahaut zelf geloofde steevast dat zijn vader Talleyrand was. Talleyrand nam Flahaut op talrijke momenten onder zijn vleugels, vooral in het verkrijgen van werk in politieke kringen. Het kan een verklaring vormen waarom Flahaut aanvoelde dat Talleyrand zijn vader was.
Tijdens het Schrikbewind van Maximilien de Robespierre (La Terreur), in de loop van de Franse Revolutie, werd Charles Flahaut terechtgesteld en geguillotineerd te Arras in 1794. Markiezin de Souza ontvluchtte Frankrijk met de jonge Flahaut en emigreerde naar Londen, vervolgens naar Aargau (Zwitserland) en keerde pas terug naar Parijs in 1797.
Flahaut vertoefde in de intieme kringen van Paul Barras, voorzitter van het Directoire, en Talleyrand. De moeder van Flahaut maakte kennis met Joséphine de Beauharnais, de vrouw van Napoleon. De markiezin liet vallen dat haar zoon op zoek was naar een kans om toe te treden tot het leger. Zo schreef Flahaut in een brief aan Napoleon: 

Te jong zijnde om te dienen als soldaat, wil ik u vragen uw aide de camp te worden; wees verzekerd dat ik gedood zal worden ofwel uw keuze op het einde van de (komende) campagne kan rechtvaardigen.

Hij wist dankzij de hulp van Talleyrand een functie te verkrijgen in het ministerie van de Marine en Kolonies in september 1799 en kon later in mei 1800, ondanks zijn jonge leeftijd, toetreden tot de huzareneenheid van de Franse Consulaire Garde.
Flahaut ging Lodewijk Napoleon Bonaparte voor in de strijd met het 5e Regiment Dragonders tijdens de tweede Italiaanse campagne en de Slag bij Marengo. Hij vergezelde de broer van Napoleon naar Pruisen voor diplomatische onderhandelingen.
Daarnaast werd Flahaut in oktober 1802 benoemd tot onderluitenant en vleugeladjudant van Joachim Murat, de zwager van Napoleon. Het verschafte de energieke edelman toegang tot de entourage van de toekomstige Franse keizer en zijn familie. Flahaut ging riskante liefde niet uit de weg: hij werd – zelf amper twintig jaar oud – minnaar zowel van Hortense de Beauharnais, die later een vrij ongelukkig huwelijk onderging met Lodewijk Bonaparte, als van Caroline Bonaparte die de vrouw werd van Murat. Hij stond bekend als "le beau Flahaut".

### Het Empire

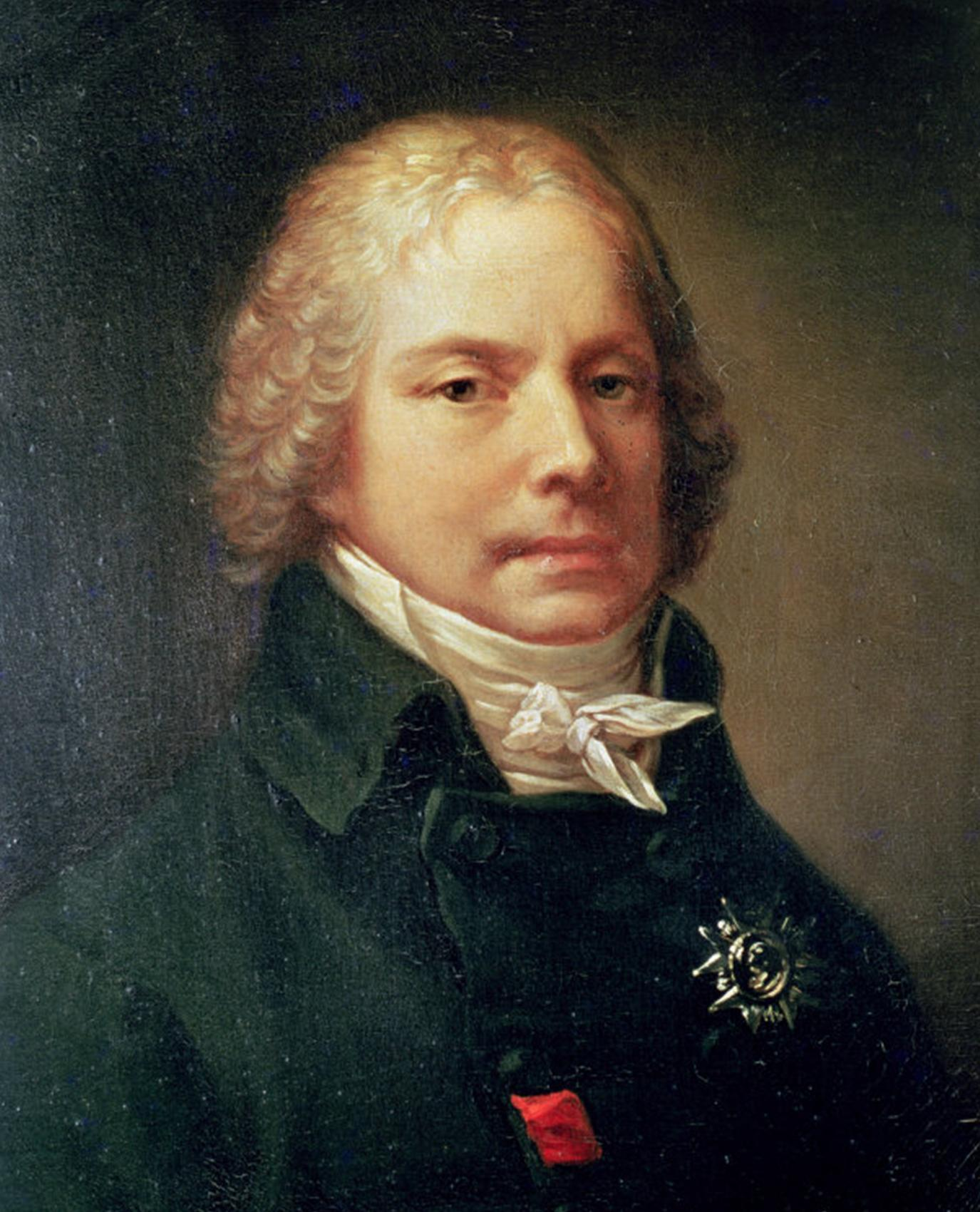
Portret van Talleyrand, de vermoedelijke vader van Flahaut.

De veelvoudige militaire campagnes van Napoleon zorgden ervoor dat Flahaut spoedig in diens schaduw kon functioneren en carrière kon maken. Hij vergezelde zijn overste Murat als kapitein bij de gevechten rond de vesting van Ulm eind 1805, en liep een verwonding op in schermutselingen nabij Lambach. Flahaut nam vervolgens deel aan de strijd tegen de Pruisen in oktober 1806, tijdens de veldslagen van Jena en Auerstädt.
De flamboyante officier werd voor verdiensten gepromoveerd tot chef d'escadron (aanvoerder ruiterij) van het 13e Regiment Jagers (chasseurs) in januari 1807. Hij nam functies op tijdens de veldslagen van Eylau en Friedland. De romantische uitspattingen van zijn vleugeladjudant zorgden ervoor dat Murat zich wilde ontdoen van Flahaut. Diens affaire met Caroline Bonaparte kwam Napoleons schoonbroer ter ore, alsook de zaak rond de Poolse gravin Potocka (die op haar beurt een affaire had met Murat). In juli 1807 werd Flahaut benoemd tot officier van het Legioen van Eer.
De Franse keizer erkende Flahaut als een moedige officier maar kon eveneens diens liefdesperikelen niet echt appreciëren. Hortense de Beauharnais wist Napoleon echter te overtuigen zijn beslissing te herzien. De Franse heerser koos Flahaut hem te vergezellen naar Spanje in een nieuwe campagne en benoemde hem tot vleugeladjudant van de stafchef van la Grande Armée, Louis Alexandre Berthier, op 21 juli 1808. Flahaut streed verdienstelijk tijdens de Slag bij Somosierra. Financiële bijdragen werden de adjudant toevertrouwd in de vorm van dotaties uit rente van regio's zoals Hannover en Westfalen.
Wanneer het Oostenrijkse Keizerrijk de oorlog verklaarde aan Frankrijk in 1809, maakte de jonge officier deel uit van de Slag bij Wagram. Flahaut schopte het tot de rang van kolonel en verkreeg dankzij Napoleon de titel van baron.
Hortense, die nog steeds verliefd op hem was en uiteindelijk gescheiden was van Lodewijk Bonaparte, raakte met de jonge officier terug in contact rond juni 1810 te Plombières en ging een quasiofficiële relatie met Flahaut aan. In het najaar van 1811 beviel ze in het geheim van een zoon, die de beroemde hertog van Morny zou worden (een halfbroer van de toekomstige keizer Napoleon III). Napoleon, geïrriteerd door deze liefdesverhouding, stuurde Flahaut eropuit richting Lemberg in mei 1812 om het Oostenrijkse leger te inspecteren dat veldmaarschalk Schwarzenberg in Rusland zou aanvoeren.
Tijdens de Russische campagne onderscheidde Flahaut zich bij Ostowno en bij de rivier de Berezina waar hij veel moed toonde, zoals deze anekdote bewijst: tijdens de Slag aan de Berezina stak hij te paard, onbewogen, de rivier meerdere malen over. De vleugeladjudant kwam de jonge Lariboisière, zoon van de Franse artilleriegeneraal, tegen die genoodzaakt was terug te trekken onder vijandelijk vuur. Lariboisière, noch knap noch elegant, hield niet van de flamboyante aides de camp, de controversiële Flahaut in het bijzonder. "Waar ga je dan heen," zei Flahaut, "de vijand is niet hier, hij is daar". Lariboisière antwoordde: "Jij bent goed, jij, het is daar heet en jij gaat zelf niet!" "Neem me niet kwalijk," zei Flahaut, "Ik breng je er wel heen." Flahaut nam zijn paard en manoeuvreerde sereen een groep artilleristen alsof hij zich in een militaire parade bevond, leidde ze het veld in en verliet de batterij niet totdat deze het Russische geschut had uitgeschakeld. "Nooit meer", voegde Lariboisière eraan toe, "heb ik het ooit nog toegelaten dat iemand Monsieur de Flahaut in mijn bijzijn zou bekritiseren".
De vleugeladjudant keerde achteraf ook terug naar de Berezina om het lichaam van zijn vriend Alfred de Noailles, die dodelijk gewond was, te redden. Op 5 december 1812 werd hij gepromoveerd tot brigadegeneraal en op 26 januari 1813 werd hij een naaste medewerker van Napoleon. In dat voorjaar inspecteerde Flahaut cavalerieregimenten en legerdepots in de Duitse gebieden. Napoleon maakte hem zijn contactpersoon om briefwisseling te onderhouden met vicekoning Eugène de Beauharnais, die de opmars van de Pruisische en Russische troepen een halt probeerde toe te roepen. Vanuit het Trianon op 12 maart 1813 schreef Napoleon aan zijn stiefzoon: 

Ik heb mijn aide de camp, brigadegeneraal Flahault (sic), uitgestuurd om met u te praten over de stand van zaken, om mijn plannen aan u uit te leggen en hoe ik wil dat u gebruik maakt van uw legerkorps, op de lijnen die ik al heb gecommuniceerd aan u in mijn verschillende brieven. Als hij (Flahaut) vierentwintig uur bij u is geweest, stuur hem terug naar mij met alle gegevens die mij kunnen helpen om een mening te vormen over het algemeen standpunt.

Flahaut was nauw verbonden aan de onderhandelingen van de wapenstilstand van Pleiswitz in juni 1813. Bij de plotse dood van Géraud Duroc maakte Flahaut kans als kandidaat-opvolger van de functie Grootmaarschalk van het Paleis. Wanneer de vijandigheden met de coalitietroepen opnieuw begonnen, streed de adjudant verdienstelijk in de Slag bij Dresden.

### Val van het Keizerrijk – Waterloo – Restauratie

Het wapenschild van Flahaut.

In oktober 1813 vocht hij in de Slag bij Leipzig. Op 24 oktober van hetzelfde jaar verkreeg Flahaut de titel van graaf van het Franse Keizerrijk en op 11 december werd hij benoemd tot divisiegeneraal.
Tijdens de Franse campagne van 1814 werd Flahaut ingezet bij de onderhandelingen met de Oostenrijkers te Lusigny. Talleyrand adviseerde hem echter om de geallieerde opmars en de terugkeer van de monarchie niet te bemoeilijken. Het is amper in te schatten hoeveel effect dit op Flahauts denken heeft gehad. Wanneer Napoleon naar Elba werd verbannen en Lodewijk XVIII de Franse troon besteeg, werd Flahaut door de koninklijke autoriteiten op halfsalaris gezet en trok hij te Périgueux in ballingschap, ondanks zijn plannen om zijn keizer te vergezellen.
Napoleon wist echter van Elba te ontsnappen en keerde terug naar Parijs in maart 1815. Flahaut bood zijn diensten aan en werd door de keizer goed ontvangen. De aide de camp ging ijverig aan het werk: zo zetelde hij in een werkgroep met Charles de La Bédoyère voor de selectie van luitenant-generaals voor de komende campagne. Een poging om naar Wenen te gaan om keizerin Marie Louise te overtuigen bij haar echtgenoot Napoleon terug te keren mislukte, Flahaut geraakte niet verder dan Stuttgart.
Militaire rapportages en aanbevelingen werden eveneens door Flahaut opgesteld en doorverwezen naar Napoleon. De facto verkreeg de officier gelijkaardige verantwoordelijkheden als de toenmalige minister van Oorlog, maarschalk Louis Nicolas Davout. Deze opdracht werd Flahaut toevertrouwd langs een brief van Napoleon gedateerd 18 april 1815: 

Graaf Flahaut, het is mijn intentie om u al het werk van het militaire personeel toe te vertrouwen. Verzamel alle relevante informatie over generaals en officieren, want als ik slechte keuzes maak, is dit uw verantwoordelijk. [...]

Zijn rol als stafofficier ten tijde van de Slag bij Waterloo is welbekend: zijn correspondentie en de talrijke briefwisseling die hij verzorgde ten aanzien van zijn oversten worden gretig becommentarieerd door historici en geven een goed beeld van de krijgshandelingen, troepenbewegingen en de werking binnen de generale staf.
Na de Franse nederlaag bij Waterloo stelde Flahaut de Chambre des pairs voor om de strijd voort te zetten en de zaak van Napoleon en zijn zoon Napoleon II te verdedigen. Op 1 juli 1815 vocht hij bij Rocquencourt, een van de slotgevechten om Parijs, aan de zijde van generaal Rémi Isidore Exelmans en trok zich met het Franse leger terug op de Loire.
Door de definitieve val van Napoleon ging Flahaut vervolgens in ballingschap in Aix-les-Bains, Genève, Frankfurt en Nederland. Talleyrand intervenieerde om Flahauts naam te schrappen uit Joseph Fouchés verbodsbesluit (liste de proscription) van 24 juli 1815, dat voormalige Napoleon volgelingen ter dood veroordeelde.
In december 1815 trok hij naar Engeland, waar hij aldaar in hoge Britse kringen werd ontvangen. Hij trouwde er met Margaret Elphinstone, dochter van admiraal George Keith, op 19 juni 1817 in Edinburgh, Schotland. Ze zouden een uitstekend huishouden vormen en hadden vijf dochters.

### Julirevolutie – Tweede Franse Keizerrijk – overlijden
Na 1830 keerde Flahaut terug naar Frankrijk, werd weer opgenomen in het Franse leger, keerde terug naar de Chambre des Pairs, werd aide de camp van de hertog van Orléans (koning Lodewijk Filips I van Frankrijk) in 1832 en werd benoemd als ambassadeur te Wenen (1841-1848). Flahaut woonde de begrafenis van koningin Hortense (1838) bij en de terugkeer van de asse van Napoleon in 1840.
Ten tijde van het Tweede Franse Keizerrijk was hij senator, ambassadeur te Londen en grootkanselier van het Legioen van Eer.
Hij stierf te Parijs op 2 september 1870. De naam van Flahaut staat vermeld op de Arc de Triomphe.